# Associação sulfadoxina/pirimetamina
Associação sulfadoxina/pirimetamina, comercializada sob a marca Fansidar, é uma associação medicamentosa usada no tratamento de malária. Contém sulfadoxina (uma sulfonamida) e pirimetamina (um antiprotozoário). No tratamento de malária é geralmente administrada em conjunto com outros antimaláricos, como artesunato.
Os efeitos secundários incluem diarreia, eritema cutâneo, comichão, dor de cabeça e perda de cabelo. Em casos raros pode ocorrer uma reação alérgica grave como necrólise epidérmica tóxica. Geralmente não está recomendada para pessoas com alergia a sulfonamidas ou doenças hepáticas ou renais significativas. Não é ainda se claro se o uso durante a gravidez é ou não seguro para o feto. O fármaco atua ao bloquear a capacidade da malária em usar ácido folínico.
A associação sulfadoxina/pirimetamina foi inicialmente aprovada para uso médico nos Estados Unidos em 1981. Faz parte da Lista de Medicamentos Essenciais da Organização Mundial de Saúde, que lista os medicamentos mais seguros, eficazes e imprescindíveis num sistema de saúde.